# Notsodipus quobba
Notsodipus quobba là một loài nhện trong họ Lamponidae. Loài này được phát hiện ở Tây Úc.